# Forsthaus Prötze
Forsthaus Prötze ist ein Wohnplatz auf der Gemarkung von Schluft der amtsfreien Gemeinde Schorfheide im Landkreis Barnim in Brandenburg.

## Geographie
Der Ort liegt 2 Kilometer nordwestlich des Ortsteiles Liebenthal der Stadt Liebenwalde und 17,5 Kilometer westnordwestlich von Finowfurt, wo sich der Sitz der Gemeindeverwaltung befindet. Die kleine Ansiedlung ist die westlichste der Gemeinde Schorfheide.
Die Nachbarorte sind Kappe im Norden, Uhlenhof und Schluft im Nordosten, Rehluch im Osten, Liebenthal, Böhmerheide und Groß Schönebeck im Südosten, Hammer im Süden, Falkenhorst, Fichtenbühle und Emilienfelde im Südwesten, Höpen im Westen sowie Krewelin im Nordwesten.

## Geschichte

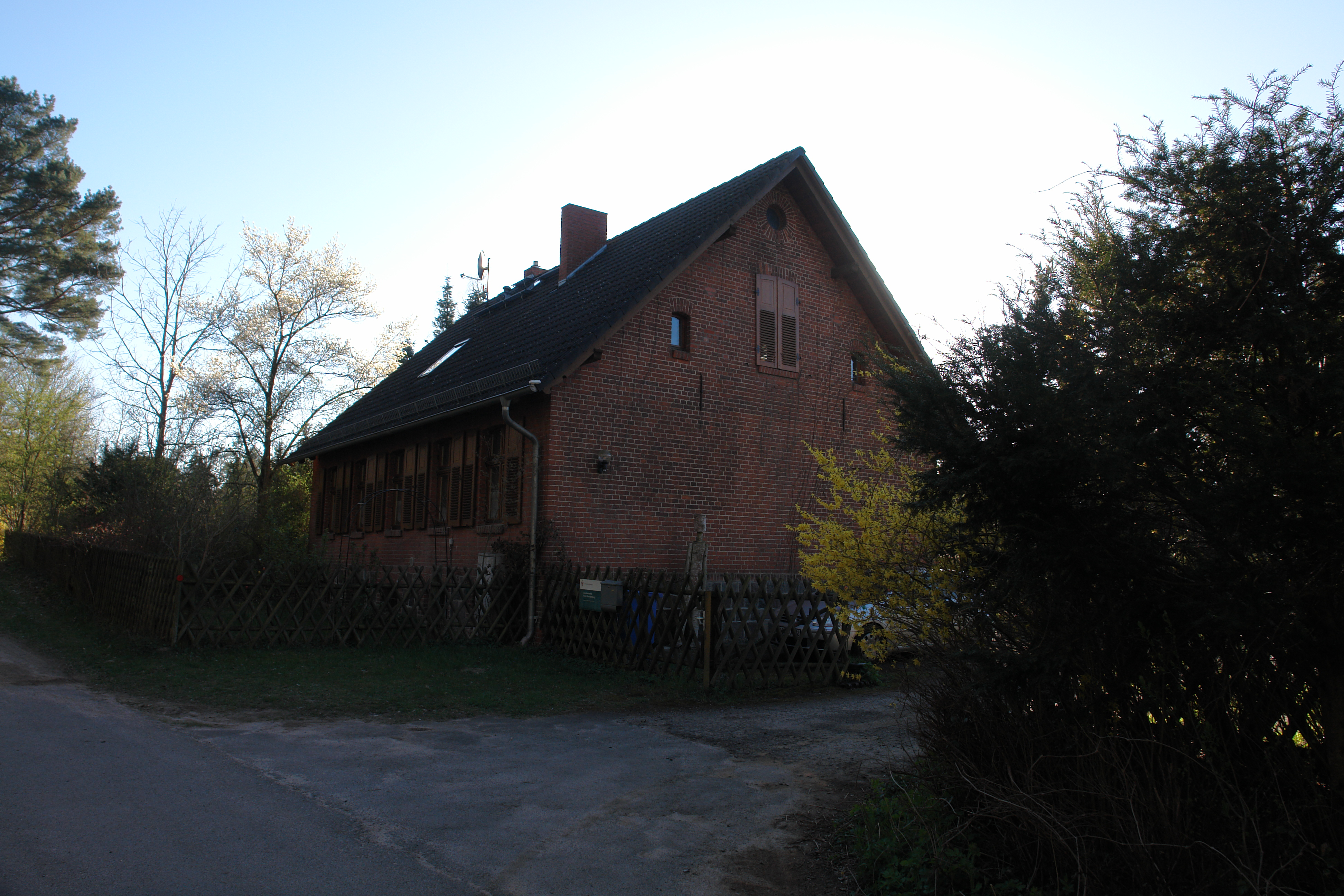
Revierförsterei Prötze

Verschiedene historische Karten verzeichnen lediglich das hier noch immer vorhandene Forsthaus und die dazugehörigen Nebengebäude. So beispielsweise die Topographische Karte des Deutschen Reiches im Maßstab 1:25.000 (1902–48), wo sich am Platz der Försterei mehrere, einen Hof umschließende Gebäude finden, die mit dem Hinweis „F. H. Prötze“ versehen sind.
Das Forsthaus wird auch heute noch vom Landesbetrieb Forst Brandenburg als Revierförsterei Prötze genutzt.
Forsthaus Prötze war ein Wohnplatz der ehemaligen Gemeinde Groß Schönebeck und wurde durch deren Zusammenlegung mit Finowfurt am 26. Oktober 2003 ein Teil der neu geschaffenen Gemeinde Schorfheide.

## Rettungspunkt
Unmittelbar vor der Revierförsterei Prötze befindet sich der Rettungspunkt 1737, zu dem im Notfall ein Rettungsmittel angefordert werden kann.